# Catherine Grandison
Catherine Grandison, född 1304, död 1349, var en engelsk grevinna.  Hon ska ha blivit utsatt för en våldtäkt av Edvard III av England 1341, och kungen ska 1348 ha skapat strumpebandsorden sedan han plockat upp ett strumpeband hon tappat på en bal. 